# Erben Wennemars

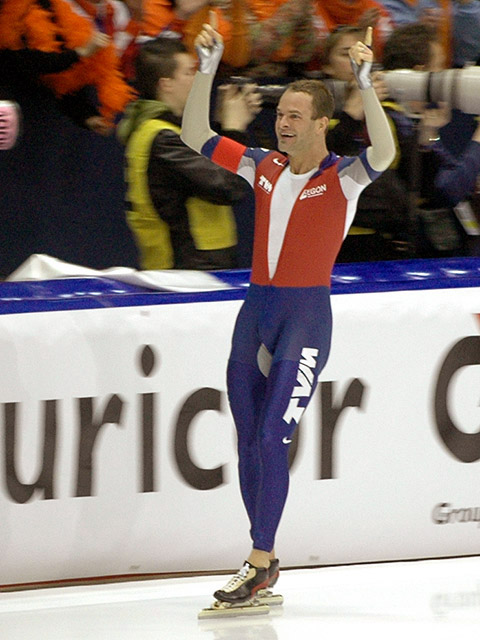
Erben Wennemars, 2007

Egbert Rolf „Erben“ Wennemars (* 1. November 1975 in Dalfsen) ist ein niederländischer Eisschnellläufer. Er ist spezialisiert auf die Sprint- und Mittelstrecken (500, 1000 und 1500 m).
Er ist der erste Eisschnellläufer, der die 1500-Meter-Strecke in weniger als 1 Minute und 50 Sekunden zurücklegte. Seine Zeit von 1:49,89 min im Jahr 1997 wurde allerdings nicht als offizieller Weltrekord anerkannt. Während der Olympischen Winterspiele 1998 in Nagano verrenkte sich Wennemars seine Schulter, als der Norweger Grunde Njøs im 500-Meter-Rennen mit ihm kollidierte. Wennemars konnte deshalb nicht über 1000 und 1500 Meter antreten.
Seinen ersten großen Erfolg erzielte er an der Weltmeisterschaft 2003 in Berlin, als er über 1000 und 1500 Meter die Goldmedaille gewann. Ein Jahr später wurde er in Nagano Sprint-Weltmeister; diesen Titel verteidigte er 2005 in Salt Lake City erfolgreich. Bei den Olympischen Winterspielen 2006 in Turin gewann Wennemars zwei Bronzemedaillen, über 1000 Meter und in der Mannschaftsverfolgung (zusammen mit Sven Kramer, Carl Verheijen, Mark Tuitert und Rintje Ritsma).
Wennemars ist niederländischer Sportler des Jahres 2003 und wurde 2003, 2004 und 2005 zum niederländischen Eisschnellläufer des Jahres gewählt. In der Öffentlichkeit ist er dafür bekannt, äußerst schnell zu sprechen und wie aus der Pistole geschossen zu antworten.

## Persönliche Bestleistungen
| 500 m    | - | 34,68 s      |
| 1000 m   | - | 1:07,33 min  |
| 1500 m   | - | 1:42,32 min  |
| 3000 m   | - | 3:41,84 min  |
| 5000 m   | - | 6:28,42 min  |
| 10.000 m | - | 13:35,67 min |

## Weltcup-Platzierungen
| Platzierung | 500 m | 1000 m | 1500 m | 5000 m | 10.000 m | Team |
| ----------- | ----- | ------ | ------ | ------ | -------- | ---- |
| 1. Platz    | 3     | 15     | 7      |        |          | 2    |
| 2. Platz    | 4     | 16     | 11     |        |          | 1    |
| 3. Platz    | 3     | 10     | 6      |        |          | 1    |
| Top 10      | 40    | 37     | 18     |        |          |      |

(Stand: 21. November 2009)

## Persönliches
Wennemars‘ 2002 geborener Sohn Joep ist ebenfalls erfolgreicher Eisschnellläufer.